# Campo Verde Solar
Campo Verde Solar — фотоэлектрическая станция общей мощностью 139 МВт. в округе Импириал, штат Калифорния, США. Проект электростанции получил одобрение в 2012 году. Строительство началось в 2013 году и было завершено в конце того же года. Campo Verde Solar поставляет электричество потребителям с осени 2013 года. Строительство электростанции осуществлено американской компанией First Solar.
Для производства электричества станция использует около 2,3 миллиона тонкослойных фотоэлектрических модулей, произведенных First Solar. Электростанция была приобретена совместно компаниями Southern Power и Turner Renewable Energy .
Campo Verde Solar наряду с другими проектами возобновляемой энергии построена в рамках цели штата Калифорния — обеспечить получение 33 % потребляемой электроэнергии из возобновляемых источников к 2020 году.

## Производство электричества
| Год   | Янв    | Фев    | Мар    | Апр    | Май    | Июн    | Июл    | Авг    | Сен    | Окт    | Ноя    | Дек    | Всего   |
| ----- | ------ | ------ | ------ | ------ | ------ | ------ | ------ | ------ | ------ | ------ | ------ | ------ | ------- |
| 2013  |        |        |        |        |        |        |        |        | 9 726  | 14 493 | 27 200 | 25 990 | 77 409  |
| 2014  | 26 657 | 24 886 | 33 926 | 34 070 | 36 092 | 35 394 | 33 951 | 33 602 | 32 892 | 30 600 |        |        | 322 070 |
| Total | Total  | Total  | Total  | Total  | Total  | Total  | Total  | Total  | Total  | Total  | Total  | Total  | 399 479 |